# Granowo (gmina)
Granowo – gmina wiejska w województwie wielkopolskim, w powiecie grodziskim. Siedziba gminy to Granowo.
Gmina Granowo jako jednostka terytorialna istnieje od 1935 roku. Najdłużej urzędującym wójtem był Włodzimierz Wieczorek, który sprawował naczelną funkcję w gminie od 1973 do śmierci w roku 2003. W przedterminowych wyborach nowym wójtem został Zbigniew Kaczmarek. W latach 1975–1998 gmina położona była w województwie poznańskim.
Według danych z 31 grudnia 2019 roku gminę zamieszkiwało 5068 osób.

## Struktura powierzchni
Według danych z roku 2013 gmina Granowo ma obszar 66,87 km², w tym:
- użytki rolne: 90%
- użytki leśne: 2%

Gmina stanowi 10,63% powierzchni powiatu.

## Demografia

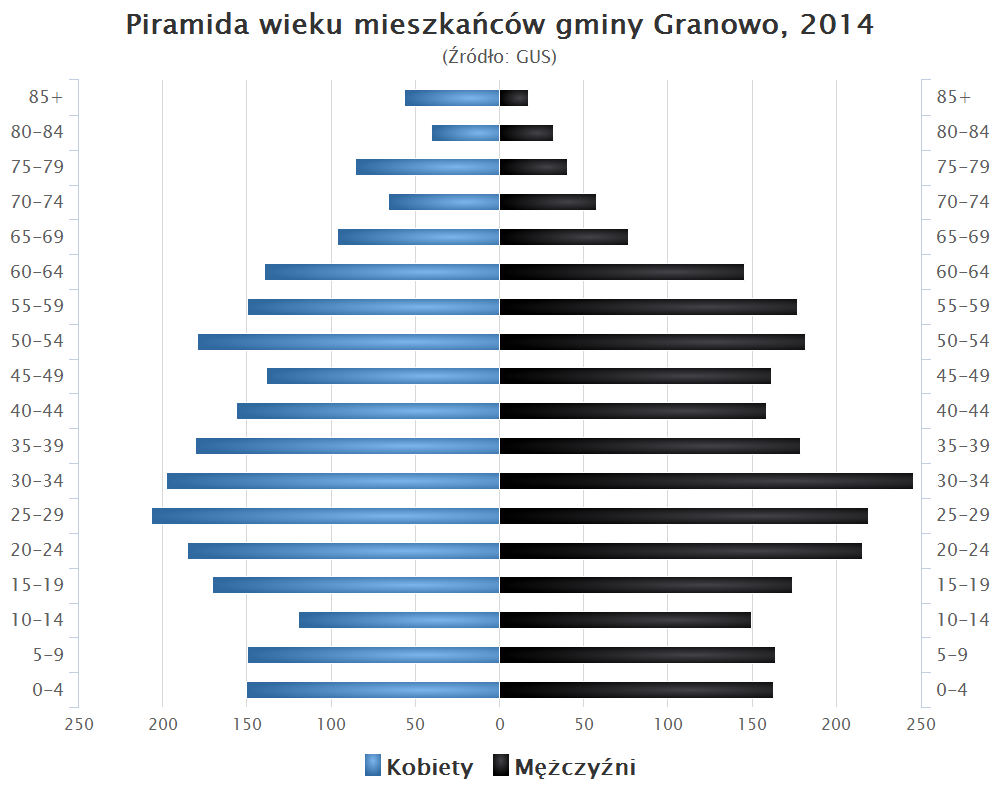
Piramida wieku mieszkańców gminy Granowo w 2014 roku

Dane z 31 grudnia 2017 roku:
| Opis                              | Ogółem | Ogółem | Kobiety | Kobiety | Mężczyźni | Mężczyźni |
| --------------------------------- | ------ | ------ | ------- | ------- | --------- | --------- |
| jednostka                         | osób   | %      | osób    | %       | osób      | %         |
| populacja                         | 5 100  | 100    | 2 520   | 49,4    | 2 580     | 50,6      |
| gęstość zaludnienia (mieszk./km²) | 76     | 76     | 37      | 37      | 39        | 39        |

## Miejscowości w gminie
Sołectwa:
- Bielawy,
- Dalekie,
- Drużyń,
- Granowo,
- Granówko,
- Januszewice,
- Kąkolewo,
- Kotowo,
- Kubaczyn,
- Niemierzyce,
- Separowo,
- Strzępiń,
- Zemsko

## Sąsiednie gminy
Buk, Grodzisk Wielkopolski, Kamieniec, Opalenica, Stęszew